# Saint-Avé
Saint-Avé [sɛ̃t‿ave] (bretonisch: Sant-Teve) ist eine französische Stadt mit 12.173 Einwohnern (Stand 1. Januar 2022) im Département Morbihan in der Region Bretagne. Sie gehört zum Arrondissement Vannes und zum Kanton Vannes-3.

## Geographie
Die Gemeinde liegt im Ballungsraum nordöstlich von Vannes. Das Gemeindegebiet gehört zum Regionalen Naturpark Golfe du Morbihan. Nachbargemeinden von Saint-Avé sind Locqueltas im Norden,  Monterblanc im Nordosten, Saint-Nolff im Osten, Vannes im Süden, Plescop im Westen und Meucon im Nordwesten.
Die Gemeinde wird von den Bächen Bilair, Lihuanten und Gornay durchzogen, die in Vannes in den Étang du Duc münden und von dort über den Ästuar des Bilair namens Marle in den Golf von Morbihan entwässern.

### Verkehrsanbindung
Saint-Avé ist durch seine Nähe zu Vannes verkehrstechnisch gut erschlossen. An der südlichen Gemeindegrenze verläuft die Nationalstraße 166 (Vannes – Ploërmel), das westliche Gemeindegebiet wird von der Straße D 767 (Vannes – Pontivy) durchquert. Beide sind in diesem Abschnitt autobahnähnlich ausgebaut.
Auch die Bahnlinie von Vannes nach Redon führt durch das Gemeindegebiet. Der Flughafen Vannes-Meucon liegt etwa fünf Kilometer nördlich.

## Bevölkerungsentwicklung
| Jahr      | 1968 | 1975 | 1982 | 1990 | 1999 | 2009   | 2019   |
| Einwohner | 4339 | 5628 | 6618 | 6629 | 8303 | 10.091 | 11.895 |

## Sehenswürdigkeiten
- Kirche Saint-Gervais-et-Saint-Protais, Monument historique
- Kapelle Notre-Dame-du-Loc, Monument historique
- Kapelle Saint-Michel, Monument historique
- Schloss Beauregard, Monument historique
- Schloss Rulliac, Monument historique
- Herrenhaus Kreisker
- Herrenhaus Coëtdigo, Monument historique
- Brunnen Coëtdigo

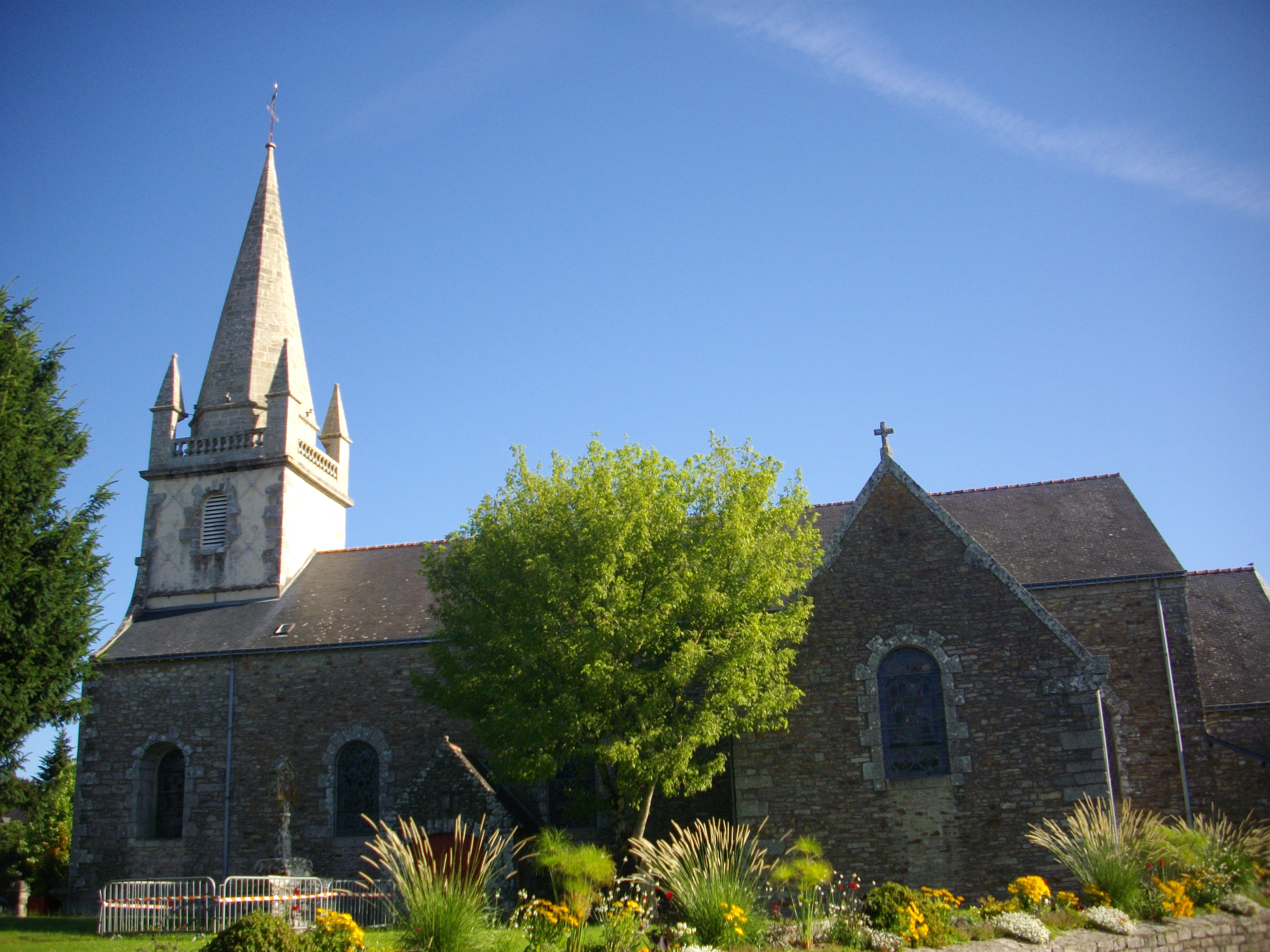
Kirche Saint-Gervais-et-Saint-Protais
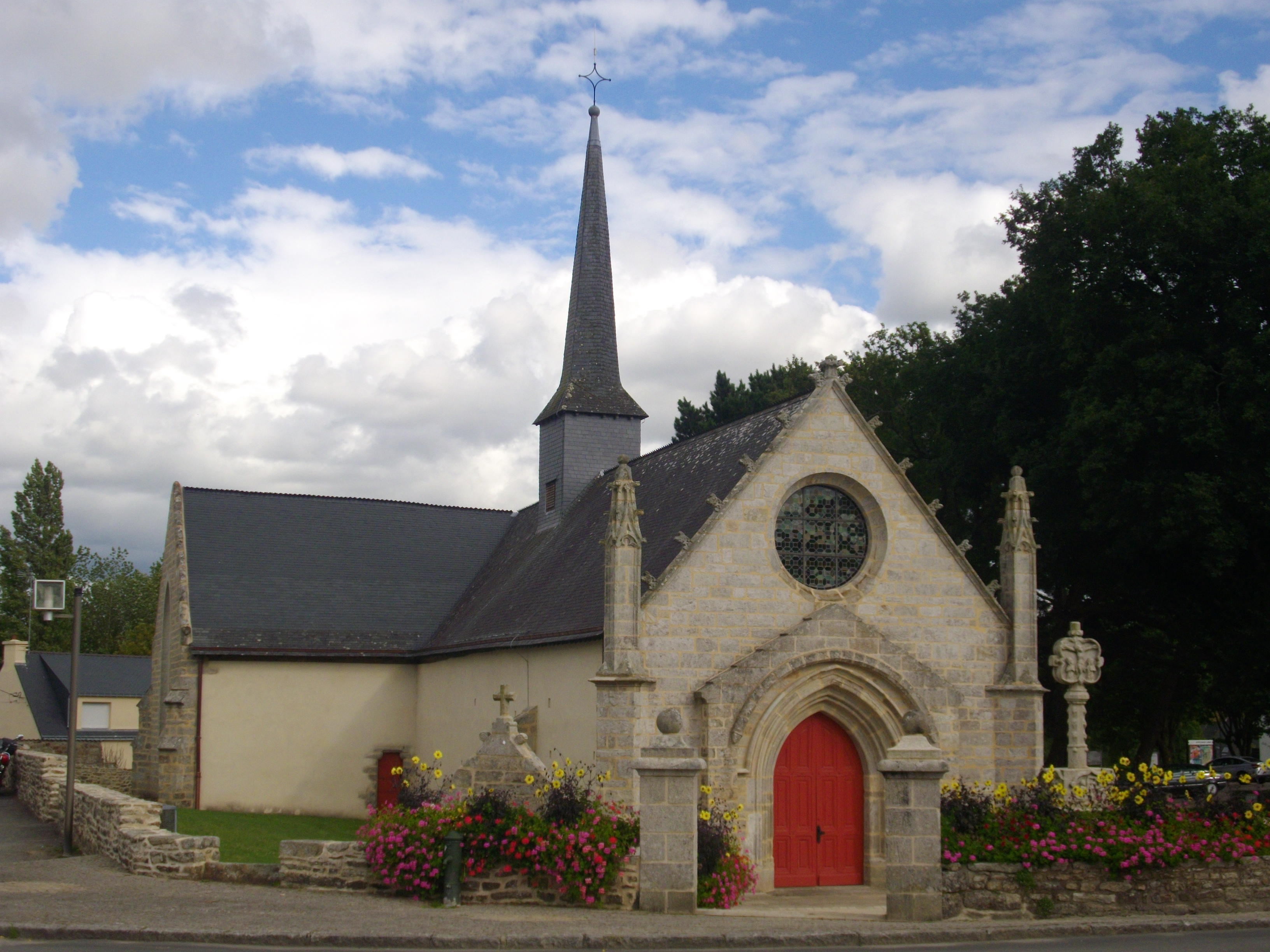
Kapelle Notre-Dame-du-Loc
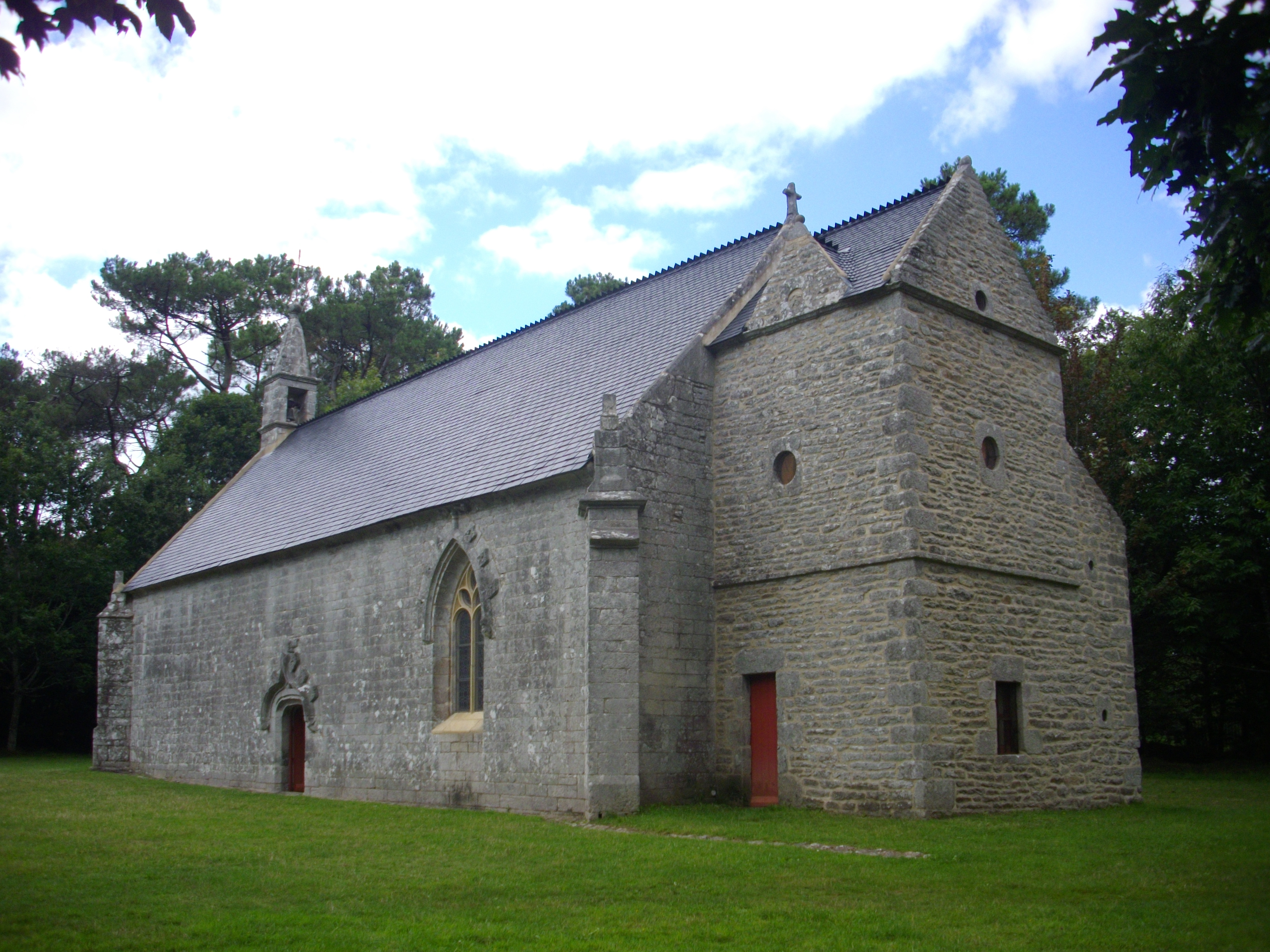
Kapelle Saint-Michel
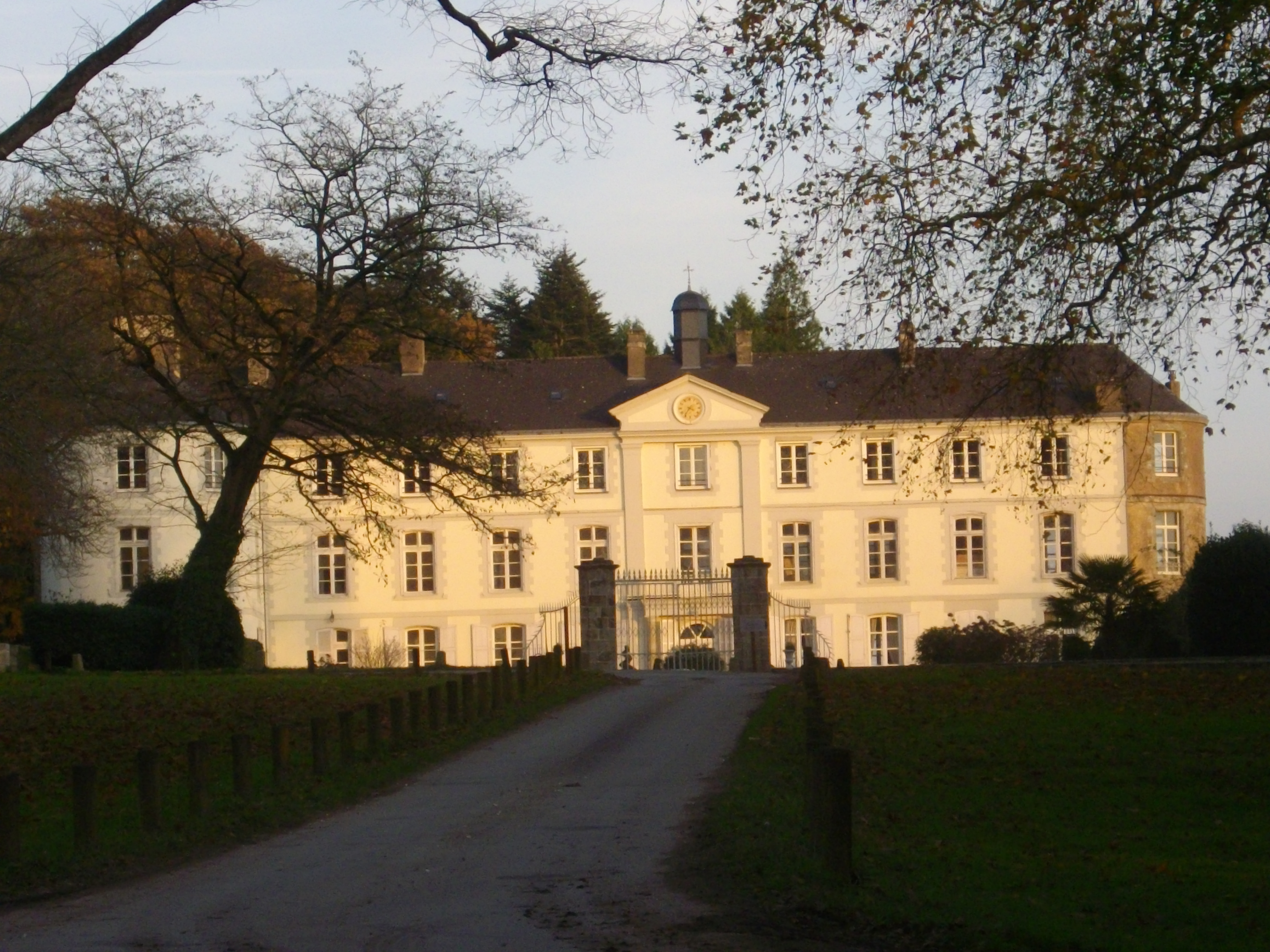
Schloss Beauregard
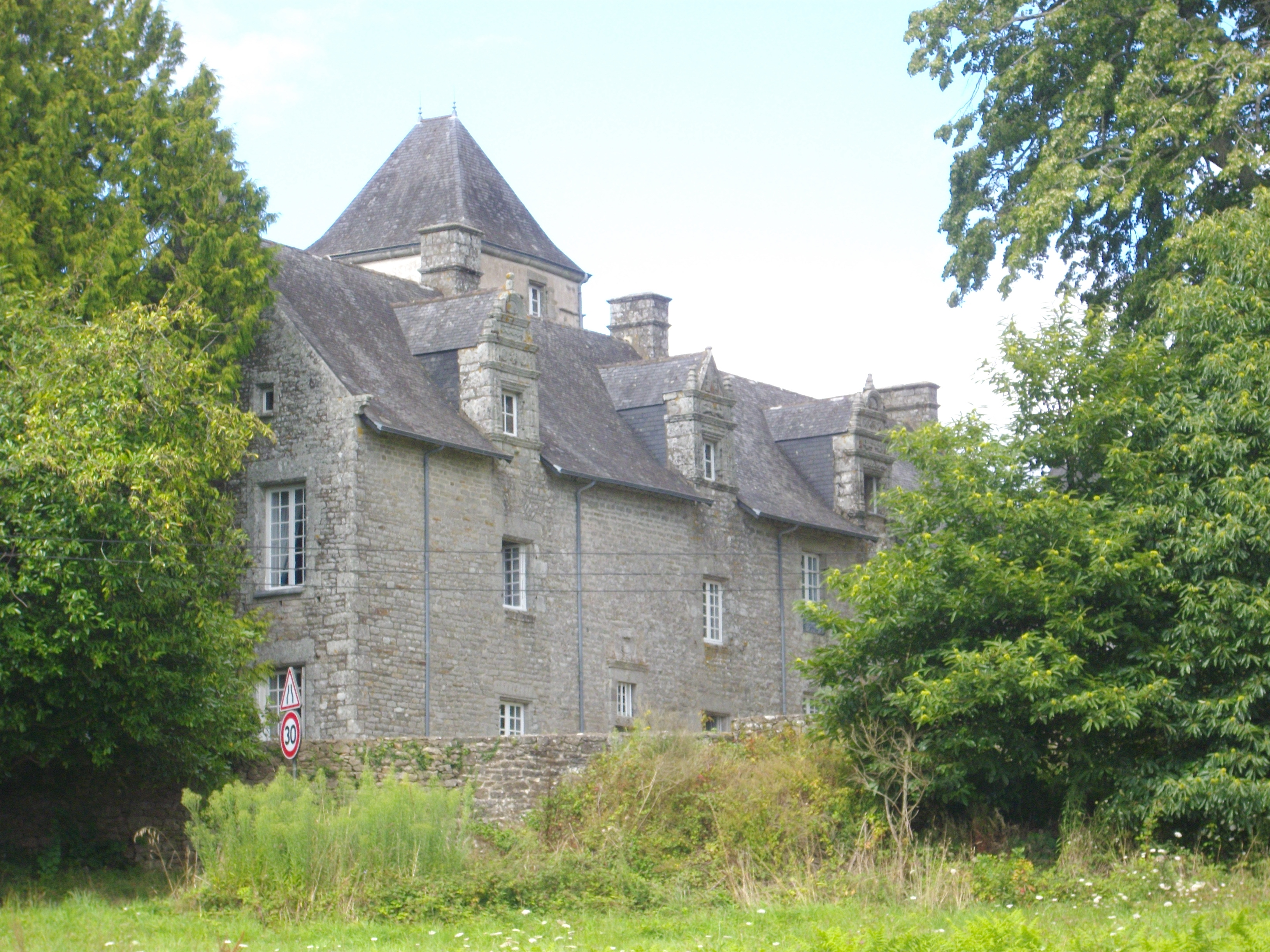
Schloss Rulliac
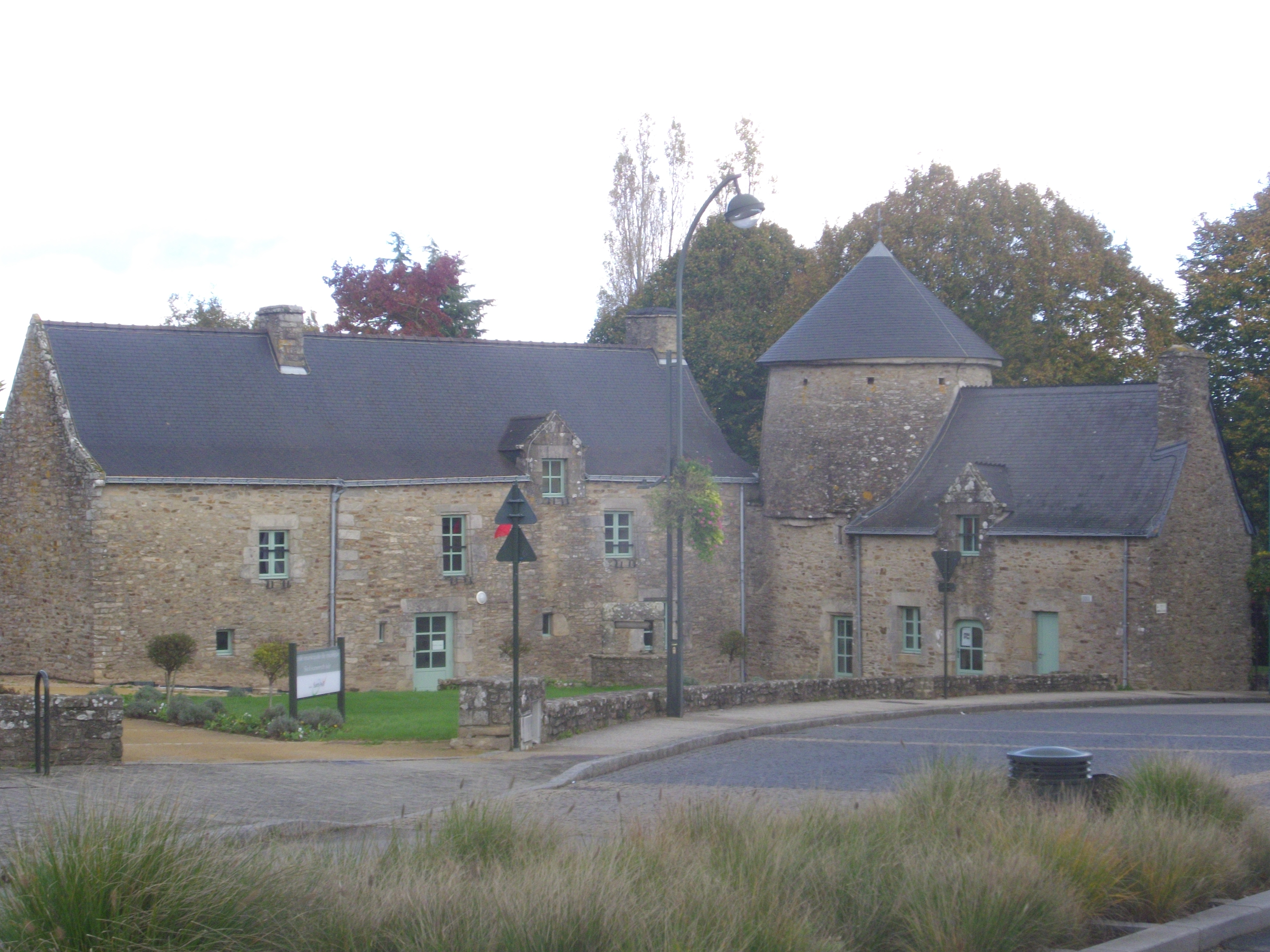
Herrenhaus Kreisker
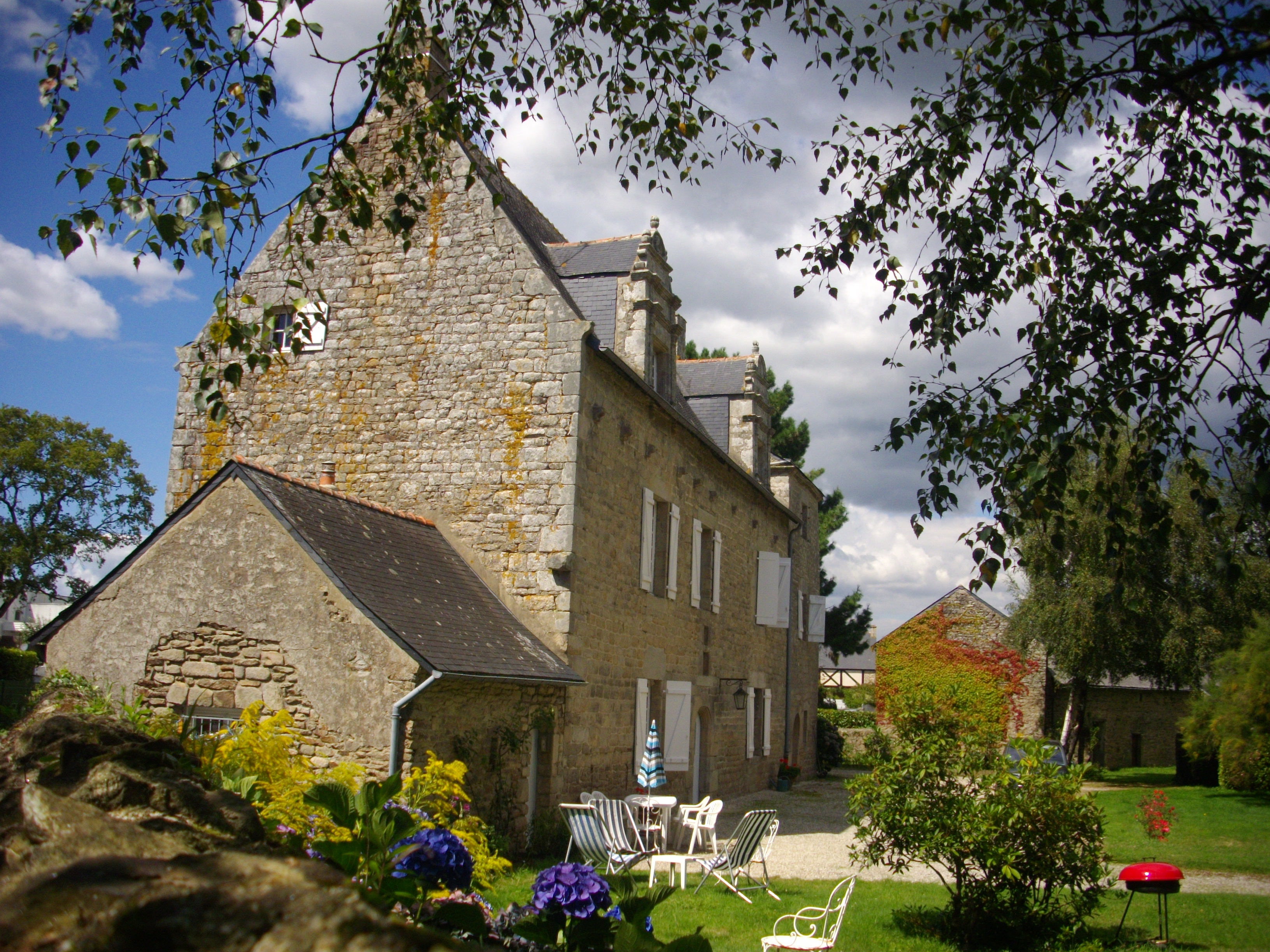
Herrenhaus Coëtdigo
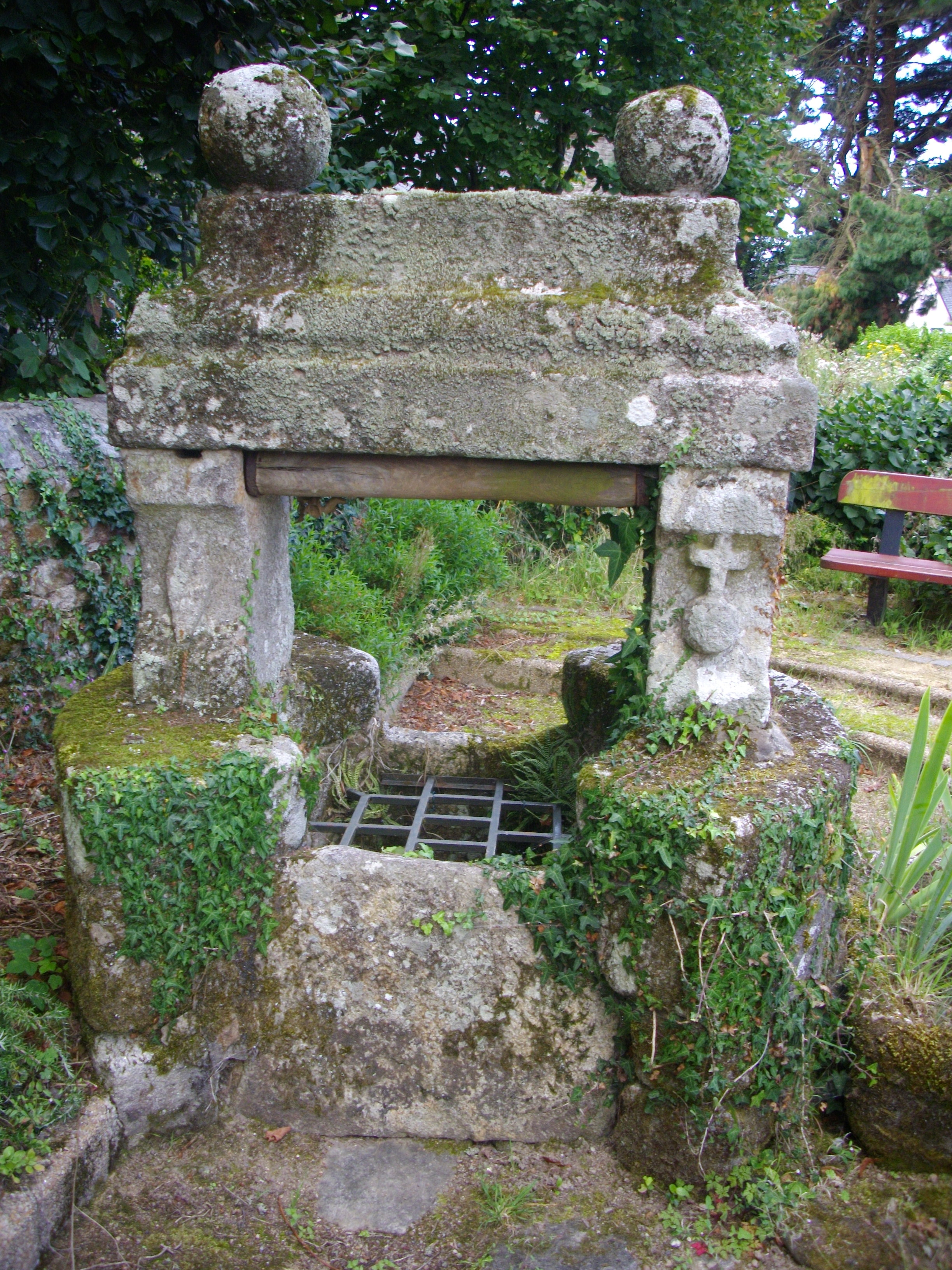
Brunnen Coëtdigo

## Städtepartnerschaft
Saint-Avé ist seit 1987 Partnerstadt von Altenwalde, einem Stadtteil von Cuxhaven in Niedersachsen, Deutschland.

## Persönlichkeiten
- Henri Baruk (1897–1999), Psychiater